# Wipe Out
Wipe Out é uma canção de blues instrumental composta por por Bob Berryhill, Pat Connolly, Jim Fuller e Ron Wilson.
A canção original foi interpretada pela banda The Surfaris, em 1963, e logo tornou-se uma das mais famosas músicas da banda
Ao longo do tempo, ela já ganhou várias versões. Tanto a versão original, quanto as covers, foram incluídas na trilha-sonora de diversos filmes (como Scorpio Rising, de 1964, e Terror na Antártida, de 2009) e programas de TV, ao longo do tempo.

## Versões
| Ano  | Banda/Artista                                | Álbum                            | Observação                                           |
| ---- | -------------------------------------------- | -------------------------------- | ---------------------------------------------------- |
| 1963 | The Surfaris                                 | 1963: Wipe Out (Single)          | Versão Original                                      |
| 1988 | Herbie Hancock, Dweezil Zappa e Terry Bozzio |                                  | Versão Cover                                         |
| 2003 | Steve Vai                                    | Mystery Tracks – Archives Vol. 3 | Versão cover, intitulada neste álbum de Wipeout 2000 |

## Paradas Musicais
| Ano  | Versão (Banda)          | Posição | Ranking             | Data                 |
| ---- | ----------------------- | ------- | ------------------- | -------------------- |
| 1963 | Original (The Surfaris) | #2      | "Billboard Hot 100" | 10 de Agosto de 1963 |

## Prêmios e Indicações
| Ano  | Canção         | Indicação (Categoria)                             | Resultado | Observação                                                         | Ref.  |
| ---- | -------------- | ------------------------------------------------- | --------- | ------------------------------------------------------------------ | ----- |
| 1988 | '''Wipe Out''' | Grammy Awards: Best Rock Instrumental Performance | Indicado  | Musica performada por Herbie Hancock, Dweezil Zappa e Terry Bozzio | [ 2 ] |